# Cathy Coudyser
Cathy Coudyser (nascida em 14 de dezembro de 1969) é uma política belga e membro da Nova Aliança Flamenga.

## Biografia
Coudyser é natural de Knokke-Heist, na Flandres Ocidental. Ela trabalhou como consultora de investimentos para o KBC Bank antes de abrir uma joelharia com o marido. Em 2003, estabeleceu uma filial local do N-VA em Knokke-Heist e foi vereadora municipal do partido até 2011. Em 2014, foi nomeada membro da Câmara dos Representantes na sequência da renúncia de Manu Beuselinck. Ela manteve esta função até 2014, quando foi eleita para o Parlamento Flamengo. No Parlamento Flamengo, Cathy concentra-se em questões relacionadas com o turismo.